# سورغ (قيلاب)
سورغ (بالفارسية: سورگ) هي قرية تقع في قسم قيلاب الريفي، بمقاطعة أنديمشك التابعة لمحافظة خوزستان، إيران.